# TBO
TBO fue una revista de historietas española de periodicidad semanal que apareció en 1917 y se publicó, con interrupciones, hasta 1998. Casi desde sus inicios, y hasta 1983, fue editada por los socios Buigas, Estivill y Viña; en 1986 por Editorial Bruguera, y entre 1988 y 1998 por Ediciones B.
La revista tuvo una gran importancia en la historia del cómic español y fue la popularizadora del formato, hasta el punto de originar la palabra «tebeo», que en España designa a la publicación que contiene historietas, y ha sido consagrado su uso en la edición de 1968 del Diccionario de la lengua española de la Real Academia Española. Dirigida al público infantojuvenil y dueña de un estilo propio de historieta humorística, constituyó una de las tres grandes escuelas de la posguerra española, junto a la Escuela Bruguera y la Escuela Valenciana. Especialmente influyentes fueron algunas de sus series, como La familia Ulises, de Benejam y Los grandes inventos del TBO.
En el 2016, la Biblioteca de Cataluña adquirió 105 dibujos originales de diversos autores y temática relacionados con la publicación. Este fondo incluye, entre otros, dibujos de Josep Coll, Antoni Batllori Jofre, Benejam Ferrer), Ricard Opisso, Antonio Ayné Esbert, Juan Martínez Buendía, Arístide Perré, Nit (Joan Macias) y de las series más destacadas como Los grandes inventos del TBO y La familia Ulises.

## Trayectoria
La revista tuvo seis épocas diferenciadas:

### Primera etapa (1917-1938)
El primer número de TBO apareció el 11 de marzo de 1917, procedente del taller de litografía de Arturo Suárez, en Barcelona. Al principio, la revista estaba impresa en un solo color (azul); mostraba en su diseño una gran influencia de En Patufet. El precio inicial de portada era de 5 céntimos. Tomaron su nombre de la revista lírica T.B.O. (1909) de Eduardo Montesinos y Ángel Torres del Álamo, en la que las siglas eran el nombre de un periódico.
A partir del noveno número, con la incorporación de Joaquín Buigas Garriga a la dirección de la revista, pasaron a utilizarse dos colores (rojo y negro) y se situó en la portada una historieta como ya se hacía en Dominguín, en lugar del chiste de una sola viñeta que aparecía en los primeros números. Poco después, se asoció con Estivill y Emilio Viña.
TBO estaba claramente orientada al público infantil y juvenil, por lo cual se centró en el humor blanco y excluyó de sus páginas contenidos políticos o satíricos. En esta etapa, colaboraron en TBO autores españoles como Donaz, Manuel Urda, Tínez, Nit, Ricard Opisso, Méndez Álvarez y Castanys. La revista dedicó escasa atención a la publicación de autores extranjeros, con excepciones como George McManus y Otto Soglow. La mayoría de las historietas de la revista eran gags breves, sin personajes fijos, aunque pueden citarse:
| Año             | Números | Título                       | Autoría | Otros datos                        |
| --------------- | ------- | ---------------------------- | ------- | ---------------------------------- |
| 1923            |         | Los grandes inventos del TBO | Nit     | Continuada luego por otros autores |
| 1936-19/06/1970 | a 660.  | Melitón Pérez                | Benejam |                                    |

La revista tuvo un éxito creciente, lo que la convirtió en la revista de historieta más vendida del período anterior a la guerra civil española y una de las pocas que logró difusión nacional, y gozó de un incremento constante de su tirada:
|                      | 1917 | 1920   | 1925   | 1930    | 1935    |
| -------------------- | ---- | ------ | ------ | ------- | ------- |
| Número de ejemplares | 9000 | 39 000 | 80 000 | 150 000 | 220 000 |

El último número de diciembre de 1919 se imprimió en Castellón, supuestamente como consecuencia de la huelga de La Canadiense.
En 1920, sus editores lanzaron también un semanario dedicado al público femenino, B.B.. A ello hay que sumar, posteriormente, "Historietas y Cuentos TBO", "Colección Gráfica TBO", "Entretenimientos de TBO", etc.
Su principal competidora en la preguerra fue la también barcelonesa En Patufet, aparecida en 1904, que se vendía a solo cinco céntimos, mientras que TBO, desde 1919 y hasta 1935, lo hizo a 10.
En 1936 Buigas se asoció con la editorial Bauzá para la edición de "Cuento infantil TBO".
Tras el estallido de la guerra civil, continuó publicándose en la zona republicana sin modificaciones significativas de contenido hasta 1938, y alcanzó un total de 1097 números ordinarios y 20 almanaques.

### Segunda etapa (1941-1952)
En 1939 se creó la editorial Buigas, Estivill y Viña y a partir de 1941 TBO conoció una segunda etapa, de aparición irregular al no haber conseguido el permiso de publicación periódica y sufrir las restricciones de papel. De esta manera, solo se publicaron 15 números y un almanaque entre 1941 y 1944, y un total de 131 números ordinarios, 8 extraordinarios y 20 almanaques hasta 1952. Estos números aparecieron además como publicaciones independientes y con un título diferente en cada ocasión, lo que no impidió que se consolidaran algunas de las series más importantes de la revista:
| Año             | Números | Título               | Autoría    | Otros datos |
| --------------- | ------- | -------------------- | ---------- | ----------- |
| 1944            |         | La familia Ulises    | Benejam    |             |
| 1946-14/06/1968 | a 555.  | Morcillón y Babalí   | Benejam    |             |
| 1952-21/05/1967 | a 495.  | Angelina y Cristóbal | Muntañola. |             |

Otros autores que colaboraron en esta época de la revista fueron Antonio Ayné, Batllori, Bech, Joan Bernet Toledano (1924), Juan Blancafort, José Mª Blanco Ibarz, Cabrero Arnal, Josep Coll, Conti, Donaz, Escobar, Fraper, Antonio Mestre, Salvador Mestres, Arturo Moreno, Nit, Raf, Ramón Sabatés, Serra Massana, José Soriano Izquierdo, Tínez, Tur y Manuel Urda Marín. Entre el escasísimo material extranjero publicado por la revista, puede citarse Little King del neoyorquino Otto Soglow.
A partir de 1946, TBO logró una periodicidad mensual y, tres años después, una autorización provisional para aparecer quincenalmente. Su precio, por otra parte, se mantuvo bastante estable:
| Precio facial | 1941 | 1941 | 1945 | 1947 | 1948 | 1949 |
| ------------- | ---- | ---- | ---- | ---- | ---- | ---- |
| En pesetas    | 0,90 | 1,00 | 1,00 | 1,00 | 1,20 | 1,20 |

Su tirada no dejó de aumentar:
|                      | 1941   | 1949    | 1952    |
| -------------------- | ------ | ------- | ------- |
| Número de ejemplares | 25.000 | 225.000 | 350.000 |

### Tercera etapa (1952-1972)
Conseguido el permiso de publicación periódica en agosto de 1951, comenzó su tercera etapa al año siguiente y se reinició la numeración de la revista. Esta etapa se prolongó hasta el 8 de diciembre de 1972, cuando llegó a alcanzar los 789 números ordinarios, 115 extraordinarios y 39 almanaques. Durante esa etapa se consolidaron las series clásicas y se crearon otras nuevas:
| Año            | Números    | Título                        | Autoría              | Otros datos |
| -------------- | ---------- | ----------------------------- | -------------------- | ----------- |
| 1957-5/06/1964 | 166 a 345. | Aventuras de Dña. Exagerancia | Joaquim Muntañola    |             |
| 1963-1964      |            | Los Kakikus                   | José Mª Blanco Ibarz |             |
| 24/07/1963     | 300 y ss.  | Josechu el vasco              | Joaquim Muntañola    |             |
| 1965           |            | Don Jerónimo, jefe de cocina  | Raf                  |             |
| 16/04/1965     | 390 y ss.  | Maribel es así                | María Ángeles        |             |
| 30/07/1965     | 405 y ss.  | Altamiro de la Cueva          | Joan Bernet Toledano |             |
| 25/02/1966     | 435-       | Joaquinete y su chupete       | Antonio Ayné Esbert  |             |

A partir de 1958 su tirada empezó a bajar.

### Cuarta etapa (TBO 2000 y El TBO) (1972-1983)
A partir del número publicado el 15 de diciembre de 1972, los editores cambiaron el nombre de la revista a TBO 2000 y comenzaron una nueva numeración que empezaba por el número 2000, que supuestamente resultaría de sumar los ejemplares publicados en todas las etapas anteriores. Se trataba de un error, porque en realidad el número de aquella semana debió de haber sido el 2018 (las etapas anteriores sumaban 2017 números y no 1999 como entonces se afirmó). Esta etapa alcanzó los 503 números ordinarios, varios extraordinarios y 22 almanaques.
Se intentó una renovación importante en los contenidos de la revista mediante la publicación de historietas de varias páginas y dando cabida a series franco-belgas (por ejemplo, "Los Pitufos", rebautizados como "Los Tebeítos", y "Florentino y su vecino"):
| Fecha      | Números | Título                          | Historias de continuará | Autoría              | Procedencia |
| ---------- | ------- | ------------------------------- | ----------------------- | -------------------- | ----------- |
|            |         | Balín y Largo                   |                         | Josep Maria Madorell |             |
|            |         | Casimiro Noteví, agente del TBI |                         | Sabatés              |             |
| 19/07/1974 | 2083-   | Los Tebeítos                    | El tebeíto aprendiz     | Peyo                 | Spirou      |
|            |         | Florentino y su vecino          |                         |                      | Spirou      |
|            |         | Tontolín de Tarrascon           |                         | Moreno               |             |

Son también notables las parodias de series televisivas de Cubero. Los últimos autores incorporados crearon un estilo de humor más moderno e innovador, con series como:
| Año       | Números | Título                                | Autoría                                   | Otros datos |
| --------- | ------- | ------------------------------------- | ----------------------------------------- | ----------- |
|           |         | Lobito Can                            | Sirvent                                   |             |
|           |         | Fort Baby                             | Sirvent, Tha                              |             |
| 1977-1979 |         | La Habichuela (la página loca de TBO) | Paco Mir, Tha, Sirvent, TP Bigart y Esegé |             |

En 1973, su tirada era de 150.000 ejemplares. Sin embargo, la competencia de las revistas de la Editorial Bruguera fue feroz en esta etapa y las dificultades económicas de la empresa obligaron a hacer nuevos cambios. Con el número 2364, publicado el 28 de diciembre de 1979, termina la etapa de innovación que había comenzado siete años antes y desaparece la cabecera TBO 2000, que es sustituida por El TBO a partir del número 2365 (4 de enero de 1980). Desde entonces se recurre principalmente a la reedición de historietas publicadas años atrás (incluidas las de la Familia Ulises). En 1981 los números normales de la revista se convirtieron en suplemento infantil de la revista "Lecturas" (concretamente, del número 2426 al 2468). En 1982 El TBO volvió a los kioscos, pero terminó por sucumbir en mayo de 1983, cuando se publicó el número 2502. Al mes siguiente apareció un extra con 32 portadas de diferentes épocas, en cuya última página se despedía escuetamente su director Alberto Viña con un "Hasta siempre querido lector". Los fondos de TBO fueron adquiridos por su competidora, Editorial Bruguera, en 1983.

### Quinta etapa (Complot/Bruguera) (1986)
Fue denominada por los editores «cuarta época», al considerar la tercera y la cuarta como una sola. Fue editada al alimón por Editorial Complot y la agonizante Editorial Bruguera. Actuaba de gerente Javier Nieto y estaba dirigida por Joan Navarro.
Excepto por el nombre, podría considerarse una revista diferente. Se cambiaron las clásicas letras redondeadas y rojas de la cabecera por otras más angulosas de color amarillo o naranja, y se añadió en la portada el subtítulo «semanario de diversión y reflexión». Claramente se dirigía a un público diferente que el del clásico semanario de las etapas anteriores, con un tipo de humor que ya no puede considerarse «para todas las edades». Puede enmarcarse en la línea (clara) representada por la revista Cairo, también dirigida por Joan Navarro. Entre sus colaboradores, pueden citarse a Roger, Pere Joan, Gallardo, Micharmut, Tom, Sento, Mique Beltrán, Vallés, Guillem Cifré, Max, Javier de Juan, Raúl, Del Barrio, Daniel Torres, Javier Mariscal y Keko. Contenía también material foráneo: Aquiles Talón de Greg, Autheman & Rousseau. 
Aparecieron únicamente 7 números, fechados entre abril y junio de 1986, cuando se suspende la publicación al mismo tiempo que el resto de las revistas de la Editorial Bruguera, cuando se produjo la quiebra definitiva de Bruguera.
| Números | Título                       | Autoría               | Procedencia     |
| ------- | ---------------------------- | --------------------- | --------------- |
|         | Los fabricantes de estrellas | Ramón de España/Roger | Complot! (1985) |

### Sexta etapa (Ediciones B) (1988-1998)
Tras el hundimiento de Bruguera, los derechos sobre TBO y sus personajes pasan a ser propiedad de Ediciones B, que saca al mercado nuevamente la revista a partir de febrero de 1988. Colaboran en esta etapa multitud de autores que crean nuevas series y secciones de chistes. Entre ellos se encuentran:
| Año     | Números | Título                                                     | Autoría                             | Otros datos |
| ------- | ------- | ---------------------------------------------------------- | ----------------------------------- | ----------- |
| 02/1988 | 1       | Obseso Pisafondo                                           | Jaume Rovira                        | Nueva       |
| 02/1988 | 1       | El rollo del día                                           | Manuel Vázquez, Juan Carlos Ramis   |             |
| 02/1988 | 1       | Don Pyme y sus apuros para ganar cuatro duros              | Esegé                               |             |
| 02/1988 | 1       | Ven a TBO, reina...                                        | Purita Campos                       |             |
| 02/1988 | 1       | Insegurini                                                 | Enrique Sánchez Abulí/Martz Schmidt |             |
| 02/1988 | 1       | Marbelly Kasset, que vive de la jetset                     | Víctor Mora/Folgado de Rojas        |             |
| 02/1988 | 1       | Fortunato                                                  | Alfons Figueras                     |             |
| 02/1988 | 1       | Tragapérrez                                                | José Royo                           |             |
| 02/1988 | 1       | Cartas a Lino, sobrino                                     | Escobar                             |             |
| 02/1988 | 1       | El bosque encantado de Konosserl                           | Pasqual Ferry                       |             |
|         |         | Encuentros en la tercera edad                              | Juan Carlos Ramis                   |             |
|         |         | Chez Ruperez's                                             | Joaquín Cera                        |             |
|         |         | Fede y sus colegas (dramón urbano por entregas)            | Ribera, Edmond                      |             |
|         |         | Perichpecias                                               | Perich                              |             |
|         |         | Don Roge y Doña Lisístrata que con sus hijos meten la pata | Roberto Segura                      |             |
|         |         | Florofo                                                    | Raf                                 |             |
|         |         | Teresito Fisgón reporter del corazón                       | Escolano                            |             |
|         |         | Las geniales parodias                                      | Pikágoras                           |             |

Para marcar la continuidad con etapas anteriores, Sabatés publica nuevos "Inventos de TBO" mientras que Sempere y Pérez Navarro realizan una nueva versión de La Familia Ulises en "¡Hala, hala, a mogollón... con la familia Rovellón!" 
Se publicaron también historietas y chistes de autores extranjeros como René Pétillon ("Jack Pelman"), Gotlib y Goscinny ("Informe comical"), Stuart Hample ("Woody Allen"), Don Flowers ("Guapísimas de TBO"), Sidney y Bom ("Cecilia, Julia y Clara, al mal tiempo buena cara") y Jan Kruis ("Jean, Jeanne y los niños"), e incluso cómics de prensa americanos de distintas épocas: "Educando a papá" y "Angelito" de George McManus, "Betty Boop" de Max Fleischer, "Anita y sus amigas" de Brandon Walsh y Darrell McClure, "Blondie" de Chic Young y "Ketty Love" de Paul Robinson, entre otros.
Además del material nuevo, la nueva publicación llevaba un encarte central con historietas de archivo de los autores clásicos de la segunda y tercera etapas, con el título "El TBO de siempre". 
Se mantuvo un ritmo de publicación mensual hasta principios de 1996, fecha en la que desaparecieron las otras revistas de historietas que aún publicaba Ediciones B. Desde entonces TBO apareció sin periodicidad fija hasta septiembre de 1998, cuando finalizó la publicación de la histórica revista, con el número 105.

## Reediciones posteriores
Posteriormente Ediciones B ha recuperado parte del material clásico de la revista en varias colecciones de álbumes:
- En marzo de 2005 se publicó el primer volumen de la colección Súper Humor Clásicos, dedicado a la Familia Ulises, y en octubre del mismo año el segundo volumen de esta colección fue dedicado a los "Grandes Maestros del TBO".
- En enero de 2007 comienza la publicación de una serie de volúmenes titulados El TBO de siempre, que recogen material clásico de forma totalmente desordenada.
- En abril de 2007 se publica un recopilatorio de "Los grandes inventos de TBO" dentro de una colección de álbumes denominada "Edición Coleccionista".
- En enero de 2011, la editorial Salvat lanzó una colección centrada en los almanaques y números extraordinarios.

## Valoración
Para el historiador Antonio Martín Martínez, la pervivencia de "TBO" durante tantos años ha de atribuirse no solo a su calidad intrínseca, sino también a su falta de compromiso ideológico y a que representaba para muchas familias un lazo de unión con el pasado.